# Viaje en un trapecio
Viaje en un trapecio (Viatge en un trapezi) és una obra de teatre en dos actes de Jaime Salom, estrenada en 1970 en el Teatre Moratin de Barcelona.

## Argument
Sobre l'escenari d'un circ semi-buit els dos únics artistes que romanen, Elena i César, s'exposen al públic les seves alegries i temors, els seus records i les seves esperances d'amor.

## Representacions destacades

### Teatre
Teatre Moratín, (Barcelona, 28 de novembre de 1970). Estrena
- Direcció: José María Loperena.
- Intèrprets: 
  - Amparo Soler Leal
  - José María Mompín
  - Fernando Ulloa.

### Televisió
Televisió Espanyola, en els estudis de Miramar (Estudi 1, TVE, 26 de maig de 1975).
- Direcció: Sergi Schaaf.
- Intèrprets: 
  - Amparo Soler Leal com a Estrella
  - Alejandro Ulloa com Patapluf
  - José María Prada com César